# Consell d'Estat de la República Democràtica Alemanya
El Consell d'Estat de la RDA (en alemany: Staatsrat der DDR) va ser l'organisme que exercia la Prefectura d'Estat col·lectiva de la República Democràtica Alemanya. Va existir entre els anys 1960 i 1990, fins que va desaparèixer la RDA o Alemanya de l'Est.

## Història
Quan es va fundar la República Democràtica Alemanya el 1949, la seva Constitució del mateix any formalmenbt era semblant a la dels altres estats, amb un sistema democràtic federal i tot, per tal de retratar la RDA com la continuació de la República de Weimar (en contraposició a la República Federal Alemanya considerada com a separatista). oposició a la suposadament separatista Alemanya Federal). Una de les característiques "burgeses" de la constitució del 49 (article 66) era la figura del President de la República, amb poders limitats com la del seu homòleg de l'Alemanya de l'Oest. El primer president de la RDA, i de fet l'únic, fou Wilhelm Pieck, fins a la seva mort el 7 de setembre del 1960. Aleshores es suprimir la figura del cap d'Estat sent substituïda per un òrgan col·legiat com era el Consell d'Estat, segons la llei de 12 de setembre del mateix any (Llei sobre la formació del Consell d'Estat). Més endavant, segons l'article 66FF de la Constitució de l'Alemanya de l'Estat del 1968, el president del Consell d'Estat (Vorsitzender des Staatsrats der DDR) assumia una funció equivalent a la de cap d'Estat. Tot i així, el càrrec era simbòlic, ja que en realitat el poder estava en mans del Secretari General (o Secretari nacional) del Partit Socialista Unificat d'Alemanya (més conegut pel seu acrònim SED). Normalment, amb l'excepció dels anys 1971-1976, la presidència del Consell d'Estat era alhora en mans del líder del partit únic. Primer fou Walter Ubricht (president del Consell d'Estat de 1960 a 1973 i líder del partit entre 1950 i 1971); després Erich Honecker (líder del partit de 1971 a 1989 i president del Consell d'Estat entre 1976 i 1989). El 1989, any de la caiguda final del règim, els dos càrrecs foren assumnits breumnet per Egon Krenz. Després la presidència estigué en mans de Manfred Gerlach, que no era membre del SED. Arran de les eleccions de març del 1990, les primeres i últimes eleccions legislatives de la RDA, el Consell d'Estat fou abolit per decisió de la Cambra. Durant el procés de reunificació, el càrrec de cap de l'Estat estigué en mans de la presidenta del Parlament, Sabine Bergmann-Pohl.

## Elecció
El Consell d'Estat estava format per disset persones incloent-hi un president, diversos vicepresidents (usualment sis), altres membres (generalment setze) i un secretari. Per tal de donar una imatge multipartidista, els membres dels altres partits inclosos en el SED (com la CDU o el partit liberal) en formaven part. Ocasionalment s'incloïa algun altre ciutadà prominent. Els membre del Consell d'Estat eren escollits per la Cambra del Poble (Volkskammer), el parlament d'Alemanya de l'Est. Originalment es triava per un període de quatre anys, però posteriorment es va modificar a 5 anys.

## Funcions

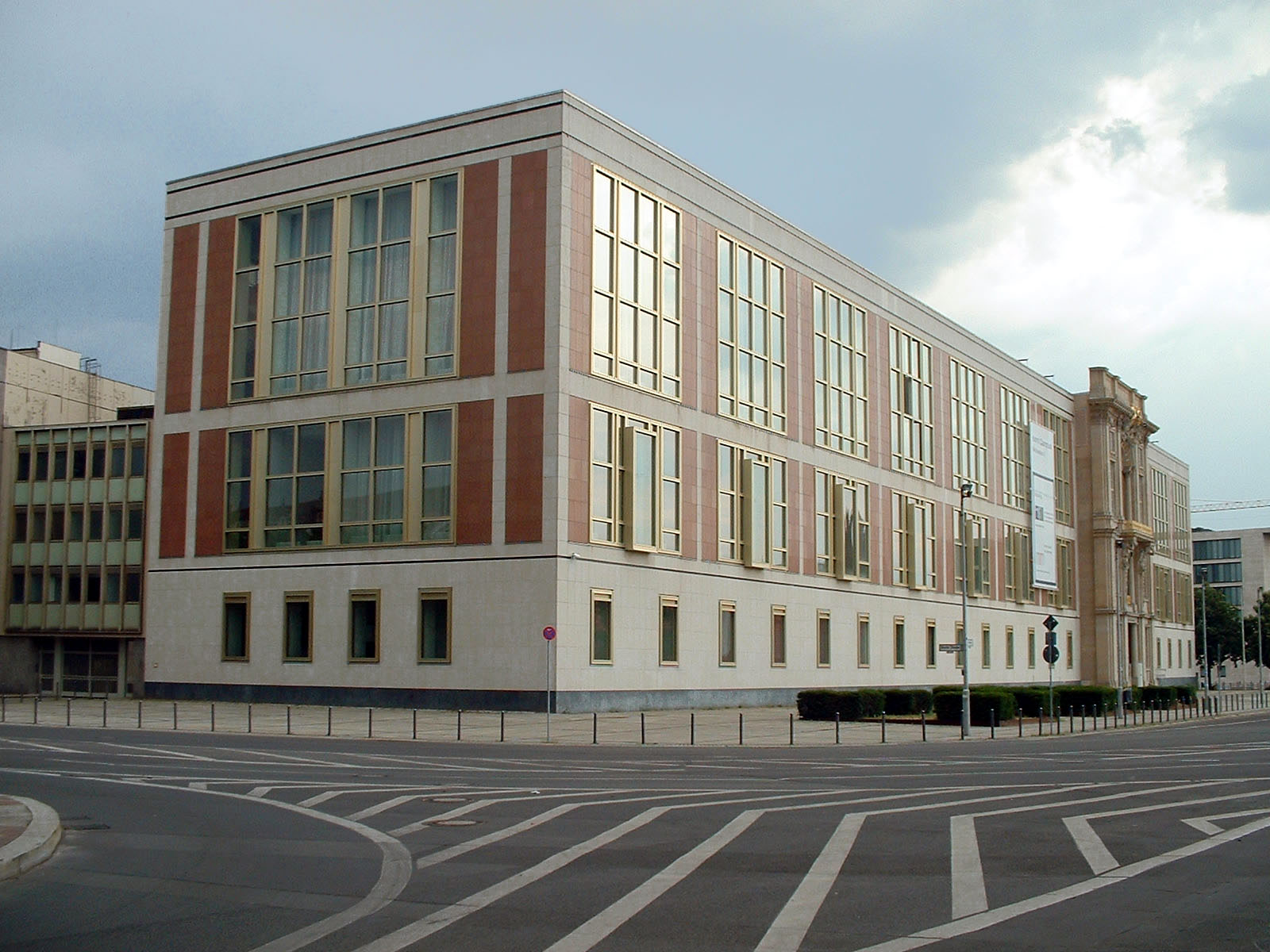
Seu del Consell d'Estat, al costat de l'anticPalau de la República.

Les funcions del Consell d'Estat incloïen:
- convocar les eleccions a la Càmera del Poble i a altres institucions parlamentàries
- nomenar els membres del Consell de Defensa Nacional
- concedir indults i Amnisties
- ratificar acords internacionals
- concedir Acreditacions diplomàtiques
- concedir Condecoracions d'Estat
- ajudar a famílies amb molts fills/es

Originalment, el Consell d'Estat també podia emetre decrets i interpretacions jurídiques vinculants de la constitució i les lleis. El paper diplomàtic del cap de l'estat només requeia sobre el president. Tant el poder legislatiu com l'estatus diplomàtic especial del president van ser abolits formalment el 1974.
Encara que el Consell exercia les seves funcions de forma col·lectiva, va estar dominat pel president, especialment si el president era alhora el líder del partit. No obstant això, est va tenir una certa importància com a òrgan d'assessorament i presa de decisions durant el govern de Walter Ulbricht. Quan Ulbricht va perdre el poder cap a principis dels anys setanta, el Consell va ser reduït a un paper cerimonial (Les esmenes de 1974 reflecteixen aquest canvi).
La Secretaria del Consell d'Estat fou relativament important, ja que gairebé tots els seus 200 empleats tractaven les peticions dels ciutadans des del 1961. Les autoritats governamentals i econòmiques van ser obligades a cooperar amb la secretaria en això.

## Abolició
Quan Egon Krenz, successor de Honecker com a líder del SED, va fracassar en el seu intent de preservar les regles del partit a Alemanya Oriental, va renunciar als seus càrrecs en el partit i al govern, incloent el seu lloc com a president del Consell d'Estat. Per indicar la fi del monopoli del SED en el poder, Manfred Gerlach, líder del LDPD, va ser elegit president. No obstant això, el Consell va deixar de tenir importància política i només va supervisar la transició en les eleccions generals de 1990.
La nova Càmera del Poble, la primera que va emergir d'unes eleccions lliures, van ser constituïdes el 5 d'abril de 1990. Entre les seves primeres mesures va estar una esmena per a l'abolició constitucional del Consell d'Estat. Conforme al que es disposa en la constitució, el president de la Càmera del Poble, Sabine Bergmann-Pohl, va exercir com a Cap de l'Estat fins a la reunificació amb Alemanya Occidental el 3 d'octubre.

## Presidents del Consell d'Estat
| President | President | President                                    | Inici                  | Fi                                       | Partit | Eleccions |
| --------- | --------- | -------------------------------------------- | ---------------------- | ---------------------------------------- | ------ | --------- |
| 1         |           | Walter Ulbricht (1893-1973)                  | 12 de setembre de 1960 | 1 d'agost de 1973(va morir en el càrrec) | SED    | -         |
| -         |           | Friedrich Ebert (1894-1979) President interí | 1 d'agost de 1973      | 3 d'octubre de 1973                      | SED    | -         |
| 2         |           | Willi Stoph (1914-1999)                      | 3 d'octubre de 1973    | 29 d'octubre de 1976                     | SED    | -         |
| 3         |           | Erich Honecker (1912-1994)                   | 29 d'octubre de 1976   | 18 d'octubre de 1989 (va renunciar)      | SED    | -         |
| 4         |           | Egon Krenz (1937-)                           | 18 d'octubre de 1989   | 6 de desembre de 1989(va renunciar)      | SED    | -         |
| 5         |           | Manfred Gerlach (1928-2011)                  | 6 de desembre de 1989  | 5 d'abril de 1990(lloc abolit)           | LDP    | -         |